# Nomosa rosei
Nomosa es un género monotípico de plantas con flores perteneciente a la familia Boraginaceae. Su única especie: Nomosa rosei, es originaria de México donde se encuentra en Sierra Madre, cerca de la frontera sur del Estado de Durango.

## Taxonomía
Nomosa rosei fue descrito por Ivan Murray Johnston y publicado en Journal of the Arnold Arboretum 35(1): 25–27. 1954.